# Max Winter (1904)
Max Winter (Ostrava, 29 giugno 1904 – Minneapolis, 27 luglio 1996) è stato un imprenditore e dirigente sportivo austriaco naturalizzato statunitense, fondatore nel 1960, presidente dal 1965 al 1987 ed azionista di maggioranza dal 1965 al 1989, dei Minnesota Vikings. Egli fu inoltre dal 1947 al 1955 general manager dei Minneapolis Lakers, dei quali detenne anche quote azionarie di minoranza sino al 1955.

## Biografia
Nato nel villaggio di Mährisch Ostrau, l'odierna città ceca di Ostrava, allora facente parte dell'Impero austro-ungarico, Winter assieme alla madre salpò da Brema alla volta degli Stati Uniti dove sbarcò il 7 aprile del 1914, raggiungendo così a Minneapolis il padre ed i fratelli emigrati rispettivamente nel 1911 e nel 1913. Qui frequentò la North High School diplomandosi nel 1922 e giocando sia nella squadra di football americano che in quella di pallacanestro, della quale fu anche capitano. Dopo essersi diplomato riuscì ad ottenere una borsa di studio dalla Hamline University per giocare con la squadra di pallacanestro, nonostante fosse alto appena un metro e 63 centimetri circa. Al termine della carriera collegiale Winter entrò nel campo dell'imprenditoria locale, aprendo in società con il fratello Henry ed il manager pugilistico Ernie Fliegel il The 620 Club. Chiamato così dal nome della via sulla quale sorgeva, la 620 Hennepin Avenue di Minneapolis, il The 620 Club era un ristorante specializzato in piatti a base di tacchino, pietanza della quale, sul finire degli anni cinquanta, divenne il principale venditore tra tutti i locali degli Stati Uniti, tanto che il suo locale divenne noto come il luogo dove Il Tacchino è il Re (en. The Turkey is the King), prima di chiudere i battenti nel 1965. Egli inoltre fu a sua volta, come il socio in affari Fliegel, anche manager pugilistico.
Winter venne a mancare nel luglio del 1996, all'età di 92 anni, in seguito ad una lunga malattia.

## La carriera da imprenditore ed amministratore sportivo

### General Manager ed azionista di minoranza dei Minneapolis Lakers
Quando nel 1947 Ben Berger e Morris Chaffen acquisirono la proprietà dei Lakers (sino ad allora noti come Detroit Gems), al tempo facenti parte della vecchia National Basketball League, Winter, che fu anche curatore in prima persona dell'intera operazione nonché azionista di minoranza dei Lakers, un mese prima dell'inizio della stagione 1947-48 venne nominato general manager della franchigia che vinse subito il titolo NBL nel 1948 ed il titolo BAA nel 1949 (dopo aver aderito quell'anno alla Basketball Association of America) per poi confluire in via definitiva nella National Basketball Association nel 1950, a seguito della fusione tra NBL e BAA. Quell'anno grazie all'acquisizione di Vern Mikkelsen, i Lakers furono la prima squadra della storia a vincere il titolo NBA, realizzando uno storico ed ineguagliato filotto di tre titoli consecutivi in tre diverse leghe.
Dopo aver perso le Western Division finals del 1951 contro i Rochester Royals, i Lakers conquistarono nuovamente altri tre anelli consecutivi consacrandosi così, con 6 titoli in 7 anni, come la prima dinastia del basket a stelle e strisce nonché come una delle più grandi dinastie nella storia dello sport mondiale. Al termine della stagione 1954-55 Winter rassegnò le dimissioni da general manager e vendette le proprie quote societarie al centro George Mikan, per concentrarsi sul suo nuovo progetto sportivo: restituire al Minnesota una franchigia professionistica di football americano.

### Presidente ed azionista di maggioranza dei Minnesota Vikings
Nel 1955 infatti, Winter fu spettatore di un match di football americano dei Chicago Bears e rimase affascinato dalla palla ovale. Tornato a Minneapolis scrisse una lettera sia alla American Football League che alla National Football League con l'intento di poter iscrivere una nuova franchigia del Minnesota ad una di esse. All'inizio non ebbe risposta da alcuna delle due leghe, fin quando nel 1959 fu invitato finalmente sia dalla AFL che dalla NFL ad accettare per conto di ciascuna la propria proposta. Dopo averle vagliate, il gruppo di investitori (formato da Winter e dai suoi soci in affari Bill Boyer, H. P. Skoglund, Bernie Ridder jr. ed Ole Haugsrud) alla fine decise di optare per quella della NFL e così i futuri Vikings (il nome Minnesota Vikings venne ufficializzato solo il 27 settembre 1960) il 28 gennaio 1960 divennero ufficialmente la 14ª franchigia a far parte della NFL.
Sotto la sua presidenza i Vikings conquistarono nel 1969 il Campionato NFL, perdendo una settimana dopo contro i Kansas City Chiefs il primo di quattro Super Bowl (le seguenti sconfitte giunsero per mano dei Miami Dolphins al Super Bowl VIII, dei Pittsburgh Steelers al Super Bowl IX e degli Oakland Raiders al Super Bowl XI) nell'arco di otto stagioni. Egli inoltre nel 1992 si spese in prima persona per sostenere Minneapolis come sede del Super Bowl XXVI, prima edizione della finalissima del campionato NFL disputata in Minnesota nonché edizione giocata più a nord nella storia del football americano. Winter rimase in carica come presidente sino al 1987 ed azionista di maggioranza sino al 1989, anno in cui lasciò il consiglio di amministrazione in favore del subentrante Gerald Schwalbach. In suo onore, nel 1981, i Vikings intitolarono Winter Park il complesso situato ad Eden Prairie nel quale sono situati gli uffici amministrativi ed i campi di allenamento della franchigia.